# Nagayo (Nagasaki)
Nagayo (jap. 長与町, -chō) ist eine Gemeinde, die im mittleren Teil der japanischen Präfektur Nagasaki liegt und dort zum Landkreis Nishisonogi gehört.
2003 hatte die Gemeinde eine geschätzte Bevölkerung von 42.325 Einwohnern  und eine Bevölkerungsdichte von 1.469,11 Einwohnern/km² auf einer Gesamtfläche von 28,81 km².

## Geographie
Nagayo liegt etwa 10 km nordöstlich von Nagasaki entfernt an der Ōmura-Bucht. Aufgrund dieser Lage erwächst gerade Nagayo als Trabantenstadt; sowie Nagayo Newtown, Nanyōdai, Aobadai, Sunny Town und Midorigaoka Danchi.
In den nördlichen und östlichen Hügeln Nagayos werden die Mandarinen weit und breit angebaut.

### Nachbargemeinden
Nagayo grenzt an Nagasaki, Isahaya und Togitsu.

## Wirtschaft und Wissenschaft
Die Landwirtschaft ist die wichtigste Einnahmequelle für Nagayo.

### Bildung
Universität: Siebold-Universität Nagasaki
Oberschule: Nagasaki-Hokuyoudai-Oberschule

## Verkehr

### Eisenbahn
- Bahnhöfe – Honkawachi, Nagayo, Koda und Michinoo

### Schiffsverkehr
- Hafen von Nagayo – Schiffverbindung mit dem Flughafen Nagasaki (Etwa 2 Stunden)

## Weblinks

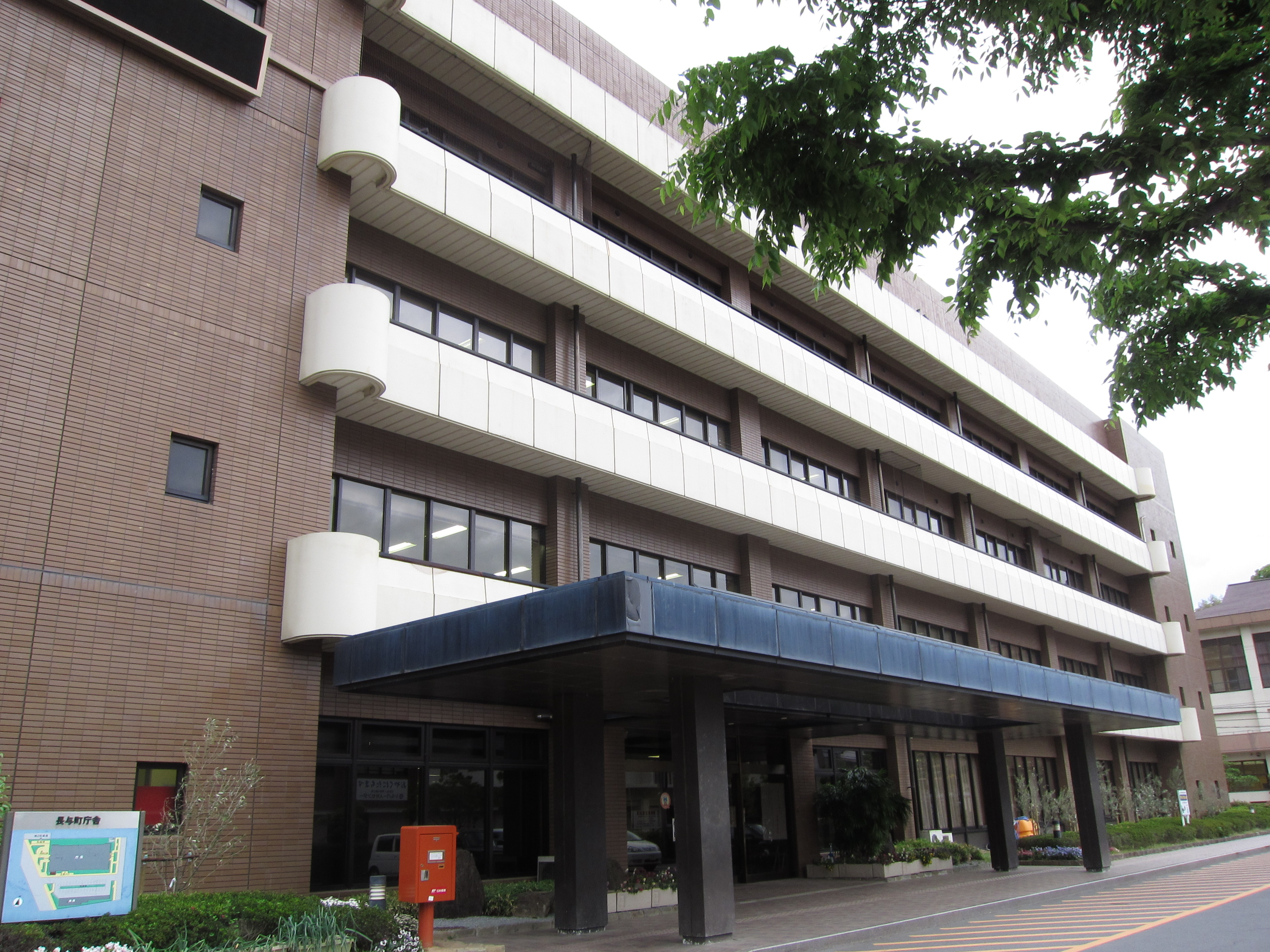
Rathaus von Nagayo

## Persönlichkeiten
- Chikako Mori (* 1992), Leichtathletin